# Tetragnatha digitata
Tetragnatha digitata là một loài nhện trong họ Tetragnathidae.
Loài này thuộc chi Tetragnatha. Tetragnatha digitata được Octavius Pickard-Cambridge miêu tả năm 1899.